# キャロル・W・グライダー
キャロライン・ウィドニー・「キャロル」グライダー（Carolyn Widney "Carol" Greider 、1961年4月15日 - ）はジョンズ・ホプキンス大学に勤める分子生物学者であり、1984年にエリザベス・H・ブラックバーンと共同でテロメラーゼを発見した。染色体の先端にあるテロメアの研究を行ったことで知られている。テロメアとテロメラーゼが染色体を保護する機序の発見により、ブラックバーン、ジャック・W・ショスタクと共同で2009年のノーベル生理学・医学賞が授与された。

## 経歴
カリフォルニア州デービス出身。1983年にカリフォルニア大学サンタバーバラ校を生物学を専攻し卒業、1987年にカリフォルニア大学バークレー校にてブラックバーンの指導の下、分子生物学で博士を取得している。この時期に、ガンの発生において重要な役割を果たすテロメラーゼをブラックバーンと共同で発見している。この業績で2009年にブラックバーン、ジャック・W・ショスタクとともにノーベル生理学・医学賞が授与された。
ポスドク生活の後、コールド・スプリング・ハーバー研究所に勤め、1997年にはジョンズ・ホプキンス大学に採用されている。

## 表彰・顕彰
- ガードナー国際賞 (1998)
- ローゼンスティール賞 (1998) （ブラックバーンと共同受賞）
- アメリカ細胞生物学会(en:American Society for Cell Biology)会員 (1999)
- パサノ賞 (1999)（ブラックバーンと共同受賞）
- 全米科学アカデミー会員 (2003)
- リチャード・ラウンズベリー賞 (2003（真核細胞の染色体末端に働く酵素、テロメラーゼの生化学的および遺伝学的研究により」）
- ワイリー賞 (2006) （ブラックバーンと共同受賞）
- アルバート・ラスカー基礎医学研究賞 (2006) （ブラックバーン、ショスタクと共同受賞）
- ルイザ・グロス・ホロウィッツ賞（コロンビア大学） (2007) （ブラックバーン、en:Joseph G. Gallと共同受賞)
- ディクソン賞医学部門（ピッツバーグ大学） (2007)
- パール・マイスター・グリーンガード賞（2008年) （ブラックバーンと共同受賞）
- パウル・エールリヒ&ルートヴィヒ・ダルムシュテッター賞 (2009) （ブラックバーンと共同受賞）
- トムソン・ロイター引用栄誉賞 (2009) （ブラックバーン、ショスタクと共同受賞）
- ノーベル生理学・医学賞 (2009) （ブラックバーン、ショスタクと共同受賞）

## 主要論文
- Greider, C.W. & Blackburn, E.H. (1985) "Identification of a specific telomere terminal transferase activity in Tetrahymena extracts." Cell v.43, (2 Pt. 1) pp. 405–413.
- Greider, C.W. & Blackburn, E.H. (1996) "Telomeres, Telomerase and Cancer" Scientific American pp. 92–97.